# Рожний Дол
Рожний Дол (словен. Rožni Dol) — поселення в общині Семич, регіон Південно-Східна Словенія, Словенія.